# Myiagra atra
Myiagra atra е вид птица от семейство Monarchidae. Видът е почти застрашен от изчезване.

## Разпространение
Видът е разпространен в Индонезия.